# Aphaenogaster subterranea
Aphaenogaster subterranea é uma espécie de inseto do gênero Aphaenogaster, pertencente à família Formicidae.